# Saint-Ange-le-Viel
Saint-Ange-le-Viel (auch Saint-Ange-le-Vieil) ist eine Commune déléguée in der Gemeinde Villemaréchal mit 230 Einwohnern (Stand 1. Januar 2022) im französischen Département Seine-et-Marne in der Region Île-de-France. Die Bewohner nennen sich Saintangevins oder Saintangevines. Der Dorfkern befindet sich auf 119 Metern über Meereshöhe. 
Die Gemeinde Saint-Ange-le-Viel wurde am 1. Januar 2019 mit Villemaréchal zur Commune nouvelle Villemaréchal zusammengeschlossen. Sie hat seither den Status einer Commune déléguée. Die Gemeinde Saint-Ange-le-Viel gehörte zum Kanton Nemours im Arrondissement Fontainebleau. 

## Geographie
Die Gemeinde Saint-Ange-le-Viel grenzte im Westen an Villemaréchal, im Norden an Flagy, im Nordosten an Thoury-Férottes und im Südosten und im Süden an Lorrez-le-Bocage-Préaux. 

## Bevölkerungsentwicklung
| Jahr      | 1962 | 1968 | 1975 | 1982 | 1990 | 1999 | 2008 | 2014 |
| --------- | ---- | ---- | ---- | ---- | ---- | ---- | ---- | ---- |
| Einwohner | 89   | 77   | 96   | 116  | 187  | 215  | 235  | 234  |

## Sehenswürdigkeiten
- Kirche Saint-Michel

## Gemeindepartnerschaften
Mit der deutschen Gemeinde Starzach in Baden-Württemberg besteht eine Partnerschaft.